# Liste der Kulturdenkmale in Berlin-Hansaviertel

Lage von Hansaviertel in Berlin

In der Liste der Kulturdenkmale von Hansaviertel sind die Kulturdenkmale des Berliner Ortsteils Hansaviertel im Bezirk Mitte aufgeführt.

## Denkmalbereiche (Ensembles)
| Nr.      | Lage                                          | Offizielle Bezeichnung                                                 | Bestandteile / Beschreibung                                                   | Bild                                |
| -------- | --------------------------------------------- | ---------------------------------------------------------------------- | ----------------------------------------------------------------------------- | ----------------------------------- |
| 09050189 | Flensburger Straße 5/13 (Lage)                | Mietshausgruppe Baudenkmale siehe: Flensburger Straße 5, 7, 9          | Weiterer Bestandteil des Ensembles:                                           | Weiterer Bestandteil des Ensembles: |
| 09050189 | Flensburger Straße 5/13 (Lage)                | Mietshausgruppe Baudenkmale siehe: Flensburger Straße 5, 7, 9          | 09050193 – Flensburger Straße 11/13, Mietshaus, 1887–1888 von Hermann Bröseke |                                     |
| 09050194 | Holsteiner Ufer 14/24 Claudiusstraße 9 (Lage) | Mietshausgruppe Baudenkmale siehe: Holsteiner Ufer 14/16, 18/20, 22/24 | 1891–1898                                                                     | Das Holsteiner Ufer                 |

## Denkmalbereiche (Gesamtanlagen)
| Nr.      | Lage | Offizielle Bezeichnung | Beschreibung | Bild |
| -------- | --- | --- | --- | --- |
| 09050387 | Hansaplatz Altonaer Straße 1, 3–15, 18/22 Bartningallee 1–16 Händelallee 1–67 Hanseatenweg 1–10 Klopstockstraße 2, 7–32 Straße des 17. Juni 100 (Lage) | Bauten der Interbau 1957 (Hansaviertel) | 1955–1961 von verschiedenen Architekten (siehe auch Gartendenkmal Altonaer Straße und Baudenkmal Hanseatenweg 10)                                                                                    | 1955–1961 von verschiedenen Architekten (siehe auch Gartendenkmal Altonaer Straße und Baudenkmal Hanseatenweg 10) |
| 09050387 | Hansaplatz Altonaer Straße 1, 3–15, 18/22 Bartningallee 1–16 Händelallee 1–67 Hanseatenweg 1–10 Klopstockstraße 2, 7–32 Straße des 17. Juni 100 (Lage) | Bauten der Interbau 1957 (Hansaviertel) | Bestandteile des Gesamtdenkmals: | |
| 09050387 | Hansaplatz Altonaer Straße 1, 3–15, 18/22 Bartningallee 1–16 Händelallee 1–67 Hanseatenweg 1–10 Klopstockstraße 2, 7–32 Straße des 17. Juni 100 (Lage) | Bauten der Interbau 1957 (Hansaviertel) | Altonaer Straße 1, Eternit-Haus, Wohnanlage, 1957 von Paul G. R. Baumgarten | Eternit-Haus, Altonaer Str. 1                                                                                     |
| 09050387 | Hansaplatz Altonaer Straße 1, 3–15, 18/22 Bartningallee 1–16 Händelallee 1–67 Hanseatenweg 1–10 Klopstockstraße 2, 7–32 Straße des 17. Juni 100 (Lage) | Bauten der Interbau 1957 (Hansaviertel) | Altonaer Straße 3/9, Schwedenhaus, Wohnhochhaus, 1956–1957 von Fritz Jaenecke und Sten Samuelson | Altonaer Str. 3/9 (1957)                                                                                          |
| 09050387 | Hansaplatz Altonaer Straße 1, 3–15, 18/22 Bartningallee 1–16 Händelallee 1–67 Hanseatenweg 1–10 Klopstockstraße 2, 7–32 Straße des 17. Juni 100 (Lage) | Bauten der Interbau 1957 (Hansaviertel) | Altonaer Straße 4/14, Wohnhochhaus, 1956–1957 von Oscar Niemeyer Soares Filho | Altonaer Str. 4/14                                                                                                |
| 09050387 | Hansaplatz Altonaer Straße 1, 3–15, 18/22 Bartningallee 1–16 Händelallee 1–67 Hanseatenweg 1–10 Klopstockstraße 2, 7–32 Straße des 17. Juni 100 (Lage) | Bauten der Interbau 1957 (Hansaviertel) | Altonaer Straße 15, Hansabücherei, 1957 von Werner Düttmann | Altonaer Str. 15                                                                                                  |
| 09050387 | Hansaplatz Altonaer Straße 1, 3–15, 18/22 Bartningallee 1–16 Händelallee 1–67 Hanseatenweg 1–10 Klopstockstraße 2, 7–32 Straße des 17. Juni 100 (Lage) | Bauten der Interbau 1957 (Hansaviertel) | Altonaer Straße 18/22 / Bartningallee 1/3, Einkaufszentrum Hansaviertel, Ladenzeilen, Gaststätte und nördlicher Eingang des U-Bahnhofs Hansaplatz, 1957–1960 von Ernst Zinsser und Hansrudolf Plarre | Einkaufszentrum/nördlicher U-Bahn-Eingang                                                                         |
| 09050387 | Hansaplatz Altonaer Straße 1, 3–15, 18/22 Bartningallee 1–16 Händelallee 1–67 Hanseatenweg 1–10 Klopstockstraße 2, 7–32 Straße des 17. Juni 100 (Lage) | Bauten der Interbau 1957 (Hansaviertel) | Kino (Grips-Theater) | Grips-Theater |
| 09050387 | Hansaplatz Altonaer Straße 1, 3–15, 18/22 Bartningallee 1–16 Händelallee 1–67 Hanseatenweg 1–10 Klopstockstraße 2, 7–32 Straße des 17. Juni 100 (Lage) | Bauten der Interbau 1957 (Hansaviertel) | Erweiterungsbauten, 1975–1976 von Hansrudolf Plarre und Manfred Frankenberger | |
| 09050387 | Hansaplatz Altonaer Straße 1, 3–15, 18/22 Bartningallee 1–16 Händelallee 1–67 Hanseatenweg 1–10 Klopstockstraße 2, 7–32 Straße des 17. Juni 100 (Lage) | Bauten der Interbau 1957 (Hansaviertel) | Bartningallee 2/4, Wohnhaus, 1961–1962 von Egon Eiermann | |
| 09050387 | Hansaplatz Altonaer Straße 1, 3–15, 18/22 Bartningallee 1–16 Händelallee 1–67 Hanseatenweg 1–10 Klopstockstraße 2, 7–32 Straße des 17. Juni 100 (Lage) | Bauten der Interbau 1957 (Hansaviertel) | Bartningallee 5, Wohnhochhaus, 1956–1959 von Luciano Baldessari | Bartningallee 5                                                                                                   |
| 09050387 | Hansaplatz Altonaer Straße 1, 3–15, 18/22 Bartningallee 1–16 Händelallee 1–67 Hanseatenweg 1–10 Klopstockstraße 2, 7–32 Straße des 17. Juni 100 (Lage) | Bauten der Interbau 1957 (Hansaviertel) | Bartningallee 7, Wohnhochhaus, 1959–1960 von H. van den Broek und Jacob Bakema | Bartningallee 7                                                                                                   |
| 09050387 | Hansaplatz Altonaer Straße 1, 3–15, 18/22 Bartningallee 1–16 Händelallee 1–67 Hanseatenweg 1–10 Klopstockstraße 2, 7–32 Straße des 17. Juni 100 (Lage) | Bauten der Interbau 1957 (Hansaviertel) | Bartningallee 9, Wohnhaus, 1956–1958 von Gustav Hassenpflug | Bartningallee 9                                                                                                   |
| 09050387 | Hansaplatz Altonaer Straße 1, 3–15, 18/22 Bartningallee 1–16 Händelallee 1–67 Hanseatenweg 1–10 Klopstockstraße 2, 7–32 Straße des 17. Juni 100 (Lage) | Bauten der Interbau 1957 (Hansaviertel) | Bartningallee 10–10D, Wohnanlage, 1958 von Kay Fisker | Bartningallee 10-10D, Gartenseite                                                                                 |
| 09050387 | Hansaplatz Altonaer Straße 1, 3–15, 18/22 Bartningallee 1–16 Händelallee 1–67 Hanseatenweg 1–10 Klopstockstraße 2, 7–32 Straße des 17. Juni 100 (Lage) | Bauten der Interbau 1957 (Hansaviertel) | Bartningallee 11/13, Wohnhochhaus, 1956–1957 von Raymond Lopez und Eugène Beaudouin | Bartningallee 11/13                                                                                               |
| 09050387 | Hansaplatz Altonaer Straße 1, 3–15, 18/22 Bartningallee 1–16 Händelallee 1–67 Hanseatenweg 1–10 Klopstockstraße 2, 7–32 Straße des 17. Juni 100 (Lage) | Bauten der Interbau 1957 (Hansaviertel) | Bartningallee 12, Wohnhaus, 1957 von Otto Heinrich Senn | Bartningallee 12                                                                                                  |
| 09050387 | Hansaplatz Altonaer Straße 1, 3–15, 18/22 Bartningallee 1–16 Händelallee 1–67 Hanseatenweg 1–10 Klopstockstraße 2, 7–32 Straße des 17. Juni 100 (Lage) | Bauten der Interbau 1957 (Hansaviertel) | Bartningallee 16, Wohnhochhaus, 1956–1958 von Hans Schwippert | Bartningallee 16                                                                                                  |
| 09050387 | Hansaplatz Altonaer Straße 1, 3–15, 18/22 Bartningallee 1–16 Händelallee 1–67 Hanseatenweg 1–10 Klopstockstraße 2, 7–32 Straße des 17. Juni 100 (Lage) | Bauten der Interbau 1957 (Hansaviertel) | Händelallee 1, Verkaufspavillon | |
| 09050387 | Hansaplatz Altonaer Straße 1, 3–15, 18/22 Bartningallee 1–16 Händelallee 1–67 Hanseatenweg 1–10 Klopstockstraße 2, 7–32 Straße des 17. Juni 100 (Lage) | Bauten der Interbau 1957 (Hansaviertel) | Händelallee 3/9, Wohnhochhaus, 1956–1957 von Walter Gropius | Wohnhaus von Gropius                                                                                              |
| 09050387 | Hansaplatz Altonaer Straße 1, 3–15, 18/22 Bartningallee 1–16 Händelallee 1–67 Hanseatenweg 1–10 Klopstockstraße 2, 7–32 Straße des 17. Juni 100 (Lage) | Bauten der Interbau 1957 (Hansaviertel) | Händelallee 15, 59, 59 A, Wohnhaus, 1958–1959 von Sergius Ruegenberg und Wolf von Möllendorff | |
| 09050387 | Hansaplatz Altonaer Straße 1, 3–15, 18/22 Bartningallee 1–16 Händelallee 1–67 Hanseatenweg 1–10 Klopstockstraße 2, 7–32 Straße des 17. Juni 100 (Lage) | Bauten der Interbau 1957 (Hansaviertel) | Händelallee 20/22, Ev. Kaiser-Friedrich-Gedächtniskirche, 1956–1957 von Ludwig Lemmer | Kaiser-Friedrich-Gedächtniskirche, Glockenturm                                                                    |
| 09050387 | Hansaplatz Altonaer Straße 1, 3–15, 18/22 Bartningallee 1–16 Händelallee 1–67 Hanseatenweg 1–10 Klopstockstraße 2, 7–32 Straße des 17. Juni 100 (Lage) | Bauten der Interbau 1957 (Hansaviertel) | Gemeindehaus, 1956–1957 von Ludwig Lemmer | |
| 09050387 | Hansaplatz Altonaer Straße 1, 3–15, 18/22 Bartningallee 1–16 Händelallee 1–67 Hanseatenweg 1–10 Klopstockstraße 2, 7–32 Straße des 17. Juni 100 (Lage) | Bauten der Interbau 1957 (Hansaviertel) | Händelallee 26/34, Wohnhausgruppe, 1957 von Eduard Ludwig | |
| 09050387 | Hansaplatz Altonaer Straße 1, 3–15, 18/22 Bartningallee 1–16 Händelallee 1–67 Hanseatenweg 1–10 Klopstockstraße 2, 7–32 Straße des 17. Juni 100 (Lage) | Bauten der Interbau 1957 (Hansaviertel) | Händelallee 29, 41, Doppelwohnhaus, 1957 von Gerhard Weber | |
| 09050387 | Hansaplatz Altonaer Straße 1, 3–15, 18/22 Bartningallee 1–16 Händelallee 1–67 Hanseatenweg 1–10 Klopstockstraße 2, 7–32 Straße des 17. Juni 100 (Lage) | Bauten der Interbau 1957 (Hansaviertel) | Händelallee 33/39, Wohnhausgruppe, 1957–1958 von Arne Jacobsen | |
| 09050387 | Hansaplatz Altonaer Straße 1, 3–15, 18/22 Bartningallee 1–16 Händelallee 1–67 Hanseatenweg 1–10 Klopstockstraße 2, 7–32 Straße des 17. Juni 100 (Lage) | Bauten der Interbau 1957 (Hansaviertel) | Händelallee 43/47, Wohnhausgruppe, 1957 von Alois Giefer und Hermann Mäckler | |
| 09050387 | Hansaplatz Altonaer Straße 1, 3–15, 18/22 Bartningallee 1–16 Händelallee 1–67 Hanseatenweg 1–10 Klopstockstraße 2, 7–32 Straße des 17. Juni 100 (Lage) | Bauten der Interbau 1957 (Hansaviertel) | Händelallee 49/53, Wohnhausgruppe, 1957 von Johannes Krahn | |
| 09050387 | Hansaplatz Altonaer Straße 1, 3–15, 18/22 Bartningallee 1–16 Händelallee 1–67 Hanseatenweg 1–10 Klopstockstraße 2, 7–32 Straße des 17. Juni 100 (Lage) | Bauten der Interbau 1957 (Hansaviertel) | Händelallee 55/57, Wohnhausgruppe, 1957 von Sep Ruf | |
| 09050387 | Hansaplatz Altonaer Straße 1, 3–15, 18/22 Bartningallee 1–16 Händelallee 1–67 Hanseatenweg 1–10 Klopstockstraße 2, 7–32 Straße des 17. Juni 100 (Lage) | Bauten der Interbau 1957 (Hansaviertel) | Händelallee 61-61A, Wohnhaus, 1960 von Bodamer und Berndt | |
| 09050387 | Hansaplatz Altonaer Straße 1, 3–15, 18/22 Bartningallee 1–16 Händelallee 1–67 Hanseatenweg 1–10 Klopstockstraße 2, 7–32 Straße des 17. Juni 100 (Lage) | Bauten der Interbau 1957 (Hansaviertel) | Händelallee 63, Wohnhaus, 1957 von Günther Hönow | |
| 09050387 | Hansaplatz Altonaer Straße 1, 3–15, 18/22 Bartningallee 1–16 Händelallee 1–67 Hanseatenweg 1–10 Klopstockstraße 2, 7–32 Straße des 17. Juni 100 (Lage) | Bauten der Interbau 1957 (Hansaviertel) | Händelallee 65, Wohnhaus, um 1960 von Klaus Kirsten | |
| 09050387 | Hansaplatz Altonaer Straße 1, 3–15, 18/22 Bartningallee 1–16 Händelallee 1–67 Hanseatenweg 1–10 Klopstockstraße 2, 7–32 Straße des 17. Juni 100 (Lage) | Bauten der Interbau 1957 (Hansaviertel) | Händelallee 67, Wohnhaus, um 1958–1959 von Klaus Kirsten und Heinz Nather | |
| 09050387 | Hansaplatz Altonaer Straße 1, 3–15, 18/22 Bartningallee 1–16 Händelallee 1–67 Hanseatenweg 1–10 Klopstockstraße 2, 7–32 Straße des 17. Juni 100 (Lage) | Bauten der Interbau 1957 (Hansaviertel) | Hansaplatz, U-Bahnhof Hansaplatz, 1955–1957 von Bruno Grimmek | Südlicher U-Bahn-Eingang                                                                                          |
| 09050387 | Hansaplatz Altonaer Straße 1, 3–15, 18/22 Bartningallee 1–16 Händelallee 1–67 Hanseatenweg 1–10 Klopstockstraße 2, 7–32 Straße des 17. Juni 100 (Lage) | Bauten der Interbau 1957 (Hansaviertel) | Südliches Empfangsgebäude, 1958 von Werner Düttmann mit Mosaik-Wandbild, 1958 von Fritz Winter | Südlicher U-Bahn-Eingang                                                                                          |
| 09050387 | Hansaplatz Altonaer Straße 1, 3–15, 18/22 Bartningallee 1–16 Händelallee 1–67 Hanseatenweg 1–10 Klopstockstraße 2, 7–32 Straße des 17. Juni 100 (Lage) | Bauten der Interbau 1957 (Hansaviertel) | Hanseatenweg 1/3, Wohnhaus, 1958 von Max Taut | |
| 09050387 | Hansaplatz Altonaer Straße 1, 3–15, 18/22 Bartningallee 1–16 Händelallee 1–67 Hanseatenweg 1–10 Klopstockstraße 2, 7–32 Straße des 17. Juni 100 (Lage) | Bauten der Interbau 1957 (Hansaviertel) | Hanseatenweg 6, Wohnhaus, 1957 von Franz Schuster | |
| 09050387 | Hansaplatz Altonaer Straße 1, 3–15, 18/22 Bartningallee 1–16 Händelallee 1–67 Hanseatenweg 1–10 Klopstockstraße 2, 7–32 Straße des 17. Juni 100 (Lage) | Bauten der Interbau 1957 (Hansaviertel) | Klopstockstraße 2, Wohnhochhaus Giraffe, 1955–1957 von Klaus Müller-Rehm und Gerhard Siegmann | Klopstockstr. 2                                                                                                   |
| 09050387 | Hansaplatz Altonaer Straße 1, 3–15, 18/22 Bartningallee 1–16 Händelallee 1–67 Hanseatenweg 1–10 Klopstockstraße 2, 7–32 Straße des 17. Juni 100 (Lage) | Bauten der Interbau 1957 (Hansaviertel) | Klopstockstraße 7/11, Wohnanlage, 1957 von Hans Christian Müller | |
| 09050387 | Hansaplatz Altonaer Straße 1, 3–15, 18/22 Bartningallee 1–16 Händelallee 1–67 Hanseatenweg 1–10 Klopstockstraße 2, 7–32 Straße des 17. Juni 100 (Lage) | Bauten der Interbau 1957 (Hansaviertel) | Klopstockstraße 13/17, Wohnanlage, 1956–1957 von Günter Gottwald | |
| 09050387 | Hansaplatz Altonaer Straße 1, 3–15, 18/22 Bartningallee 1–16 Händelallee 1–67 Hanseatenweg 1–10 Klopstockstraße 2, 7–32 Straße des 17. Juni 100 (Lage) | Bauten der Interbau 1957 (Hansaviertel) | Klopstockstraße 14/18, Wohnhochhaus, 1956–1957 von Pierre Vago | Klopstrockstraße 14/18                                                                                            |
| 09050387 | Hansaplatz Altonaer Straße 1, 3–15, 18/22 Bartningallee 1–16 Händelallee 1–67 Hanseatenweg 1–10 Klopstockstraße 2, 7–32 Straße des 17. Juni 100 (Lage) | Bauten der Interbau 1957 (Hansaviertel) | Klopstockstraße 19/23, Wohnanlage, 1957–1958 von Wassili Luckhardt und Hubert Walter Hoffmann | |
| 09050387 | Hansaplatz Altonaer Straße 1, 3–15, 18/22 Bartningallee 1–16 Händelallee 1–67 Hanseatenweg 1–10 Klopstockstraße 2, 7–32 Straße des 17. Juni 100 (Lage) | Bauten der Interbau 1957 (Hansaviertel) | Klopstockstraße 25/27, Wohnanlage, 1957–1958 von Paul Schneider-Esleben | |
| 09050387 | Hansaplatz Altonaer Straße 1, 3–15, 18/22 Bartningallee 1–16 Händelallee 1–67 Hanseatenweg 1–10 Klopstockstraße 2, 7–32 Straße des 17. Juni 100 (Lage) | Bauten der Interbau 1957 (Hansaviertel) | Klopstockstraße 29, Kindertagesstätte, um 1960, vom Hochbauamt Tiergarten | |
| 09050387 | Hansaplatz Altonaer Straße 1, 3–15, 18/22 Bartningallee 1–16 Händelallee 1–67 Hanseatenweg 1–10 Klopstockstraße 2, 7–32 Straße des 17. Juni 100 (Lage) | Bauten der Interbau 1957 (Hansaviertel) | Klopstockstraße 30/32, Wohnhochhaus, 1956–1957 von Alvar Aalto | Klopstrockstr. 30/32                                                                                              |
| 09050387 | Hansaplatz Altonaer Straße 1, 3–15, 18/22 Bartningallee 1–16 Händelallee 1–67 Hanseatenweg 1–10 Klopstockstraße 2, 7–32 Straße des 17. Juni 100 (Lage) | Bauten der Interbau 1957 (Hansaviertel) | Klopstockstraße 31, Kath. St. Ansgar-Kirche, 1957 von Willy Kreuer | Klopstockstraße 31                                                                                                |
| 09050387 | Hansaplatz Altonaer Straße 1, 3–15, 18/22 Bartningallee 1–16 Händelallee 1–67 Hanseatenweg 1–10 Klopstockstraße 2, 7–32 Straße des 17. Juni 100 (Lage) | Bauten der Interbau 1957 (Hansaviertel) | Gemeindehaus, 1957 von Willy Kreuer | |
| 09050387 | Hansaplatz Altonaer Straße 1, 3–15, 18/22 Bartningallee 1–16 Händelallee 1–67 Hanseatenweg 1–10 Klopstockstraße 2, 7–32 Straße des 17. Juni 100 (Lage) | Bauten der Interbau 1957 (Hansaviertel) | Straße des 17. Juni 100, Berlin-Pavillon (Hansaviertel), 1957 von Hermann Fehling, Daniel Gogel und Peter Pfankuch                                                                                   | Berlin-Pavillon                                                                                                   |
| 09050298 | Lessingstraße 5 (Lage) | Hansa-Schule | Schule, 1956–1958 von Bruno Grimmek | Hansa-Schule-Uferseite                                                                                            |
| 09050298 | Lessingstraße 5 (Lage) | Hansa-Schule | Turnhalle | Hansa-Schule-Uferseite                                                                                            |
| 09050298 | Lessingstraße 5 (Lage) | Hansa-Schule | Pavillon | Hansa-Schule-Uferseite                                                                                            |
| 09050298 | Lessingstraße 5 (Lage) | Hansa-Schule | Skulptur „Lehrflug“, 1958 von Douglas Hill | |
| 09050172 | Siegmunds Hof 2–4, 12–17 Schleswiger Ufer 1–2 (Lage)                                                                                                   | Studentendorf Siegmunds Hof | zwölfgeschossiges Hochhaus, 1958–1961 von Klaus H. Ernst und Peter Poelzig | |
| 09050172 | Siegmunds Hof 2–4, 12–17 Schleswiger Ufer 1–2 (Lage)                                                                                                   | Studentendorf Siegmunds Hof | 3 viergeschossige Wohntrakte | |
| 09050172 | Siegmunds Hof 2–4, 12–17 Schleswiger Ufer 1–2 (Lage)                                                                                                   | Studentendorf Siegmunds Hof | Pavillon | |
| 09050172 | Siegmunds Hof 2–4, 12–17 Schleswiger Ufer 1–2 (Lage)                                                                                                   | Studentendorf Siegmunds Hof | achtgeschossiges Scheibenhochhaus | |
| 09050172 | Siegmunds Hof 2–4, 12–17 Schleswiger Ufer 1–2 (Lage)                                                                                                   | Studentendorf Siegmunds Hof | Mensa | |
| 09050172 | Siegmunds Hof 2–4, 12–17 Schleswiger Ufer 1–2 (Lage)                                                                                                   | Studentendorf Siegmunds Hof | 7 würfelförmige Wohnpavillons | |
| 09050172 | Siegmunds Hof 2–4, 12–17 Schleswiger Ufer 1–2 (Lage)                                                                                                   | Studentendorf Siegmunds Hof | Wohnturm | |
| 09011323 | Stadtbahntrasse zwischen Ostbahnhof und Holtzendorffstraße                                                                                             | Stadtbahnviadukt, Bahndamm, Brückenbauten Für weitere Bestandteile des Gesamtdenkmals siehe: Charlottenburg, Friedrichshain, Mitte, Moabit und Tiergarten | 1875–1982 von Ernst Dircksen; 1912–1939 Umbauten | |
| 09011323 | Stadtbahntrasse zwischen Ostbahnhof und Holtzendorffstraße                                                                                             | Stadtbahnviadukt, Bahndamm, Brückenbauten Für weitere Bestandteile des Gesamtdenkmals siehe: Charlottenburg, Friedrichshain, Mitte, Moabit und Tiergarten | S-Bahnhof Tiergarten, 1885, Umbau 1936 | |

## Baudenkmale
| Nr.      | Lage                                          | Offizielle Bezeichnung                                  | Beschreibung                                                                           | Bild                                   |
| -------- | --------------------------------------------- | ------------------------------------------------------- | -------------------------------------------------------------------------------------- | -------------------------------------- |
| 09050250 | Altonaer Straße 26 (Lage)                     | 13. Realschule                                          | 1901–1902 von Ludwig Hoffmann und Vinzent von Dylewski                                 |                                        |
| 09050369 | Bartningallee (Lage)                          | S-Bahnhof Bellevue                                      | 1878–1880 von Eduard Jacobsthal (siehe auch Gesamtanlage Stadtbahntrasse...)           |                                        |
| 09050236 | Claudiusstraße 5 (Lage)                       | Mietshaus                                               | 1893 von Conrad Höltzel und Wilhelm Trenner                                            |                                        |
| 09050260 | Claudiusstraße 6 (Lage)                       | Treppenhaus                                             | 1894–1895                                                                              |                                        |
| 09050190 | Flensburger Straße 5 (Lage)                   | Mietshaus Bestandteil des Ensembles: Flensburger Straße | 1891–1893                                                                              |                                        |
| 09050191 | Flensburger Straße 7 (Lage)                   | Mietshaus Bestandteil des Ensembles: Flensburger Straße | 1889–1891                                                                              |                                        |
| 09050192 | Flensburger Straße 9 (Lage)                   | Mietshaus Bestandteil des Ensembles: Flensburger Straße | 1886–1888                                                                              |                                        |
| 09050388 | Hanseatenweg 10 (Lage)                        | Akademie der Künste                                     | Hauptgebäude, 1958–1960 von Werner Düttmann (siehe auch Gartendenkmal Hanseatenweg 10) | Akademie der Künste mit Moore-Skulptur |
| 09050388 | Hanseatenweg 10 (Lage)                        | Akademie der Künste                                     | Studiogebäude                                                                          |                                        |
| 09050388 | Hanseatenweg 10 (Lage)                        | Akademie der Künste                                     | Appartementgebäude                                                                     |                                        |
| 09050388 | Hanseatenweg 10 (Lage)                        | Akademie der Künste                                     | Bungalow                                                                               |                                        |
| 09050388 | Hanseatenweg 10 (Lage)                        | Akademie der Künste                                     | Skulptur „Reclining Figure“, 1956 von Henry Moore                                      | Akademie der Künste mit Moore-Skulptur |
| 09050195 | Holsteiner Ufer 14/16 Claudiusstraße 9 (Lage) | Mietshaus Bestandteil des Ensembles: Holsteiner Ufer    | 1891–1892 von Hugo Maass                                                               | Holsteiner Ufer 14/16                  |
| 09050196 | Holsteiner Ufer 18/20 (Lage)                  | Mietshaus Bestandteil des Ensembles: Holsteiner Ufer    | 1895–1898 von Höltzel & Trenner                                                        | Holsteiner Ufer 18/20                  |
| 09050197 | Holsteiner Ufer 22/24 (Lage)                  | Mietshaus Bestandteil des Ensembles: Holsteiner Ufer    | 1895–1896 von Fritz Schulz                                                             |                                        |
| 09050198 | Joseph-Haydn-Straße 1 (Lage)                  | Mietshaus                                               | 1886–1887 von Ende & Böckmann                                                          |                                        |

## Gartendenkmale
| Nr.      | Lage | Offizielle Bezeichnung                                                       | Beschreibung | Bild |
| -------- | --- | ---------------------------------------------------------------------------- | --- | ---- |
| 09046313 | Hansaplatz Altonaer Straße 1, 3–15, 18/22 Bartningallee 1–16 Händelallee 1–67 Hanseatenweg 1–6 Joseph-Haydn-Straße Klopstockstraße 2, 7–32 Straße des 17. Juni 100 (Lage) | Grünanlagen, Gartenanlagen und Freiflächen des Hansaviertels (Interbau 1957) | 1956–1961 von Hermann Mattern, René Pechčre, Ernst Cramer, Otto Valentien, Herta Hammerbacher, Edvard Jacobson, Gustav Lüttge, Pietro Porcinai, Wilhelm Hübotter und Søren Carl Theodor Marius Sørensen (siehe auch Gesamtanlage Hansaplatz) |      |
| 09010004 | Hanseatenweg 10 (Lage) | Gartenhöfe und Außenanlagen der Akademie der Künste                          | Außenanlagen, 1960 von Werner Düttmann und Walter Rossow (siehe auch Baudenkmal Hanseatenweg 10) |      |
| 09010004 | Hanseatenweg 10 (Lage) | Gartenhöfe und Außenanlagen der Akademie der Künste                          | Gartenhöfe |      |